# Rio Pampam
O rio Pampam (ou rio Pampã) é um curso de água do estado de Minas Gerais, Região Sudeste do Brasil. Nasce na divisa entre os municípios de Fronteira dos Vales e Águas Formosas e deságua na margem esquerda do rio Mucuri, entre Carlos Chagas e Nanuque, sendo o principal afluente de seu receptor. O Decreto nº 32.786, de 15 de maio de 1953, declarou suas águas como públicas e de uso comum pelo estado de Minas Gerais.